# بيدرو بروينسا
بيدرو بروينكا أوليفيرا ألفيز غارسيا (بالبرتغالية: Pedro Proença) (مواليد 3 نوفمبر 1970 في لشبونة) حكم كرة قدم برتغالي. قرر الاتحاد الدولي لكرة القدم اعتماده حكما دوليا في سنة 1998. وسبق لبيدرو أن قاد العديد من المباريات الهامة منها ذهاب تشيلسي وباريس سان جيرمان في الدور ربع نهائي لموسم 2013-2014 وكذلك لقاء إياب النصف نهائي بين بايرن ميونخ وريال مدريد من نفس الموسم، كما أنه قاد نهائي اليورو في كل من بولندا وأوكرانيا بين إسبانيا وإيطاليا التي انتهت لمصلحة الإسبان برباعية بيضاء.

## روابط خارجية
- بيدرو بروينسا على موقع IMDb (الإنجليزية)
- بيدرو بروينسا على موقع قاعدة بيانات الفيلم (الإنجليزية)
- بيدرو بروينسا على موقع Soccerway.com (الإنجليزية)